# Національний банк Киргизької Республіки
Національний банк Киргизької Республіки (кирг. Кыргыз Республикасынын Улуттук банкы) — центральний банк Киргизстану, який відповідає за стратегічне планування валютної політики країни, а також випуск національної валюти киргизького сома.

## Статус
Статус, цілі діяльності, функції та повноваження Національного банку визначаються Конституцією Киргизстану, Законом «Про Національний банк Киргизької Республіки, банки та банківську діяльність» та банківським законодавством Киргизстану .
У відповідності до статті 14 вказаного Закону:
- Національний банк є банком Киргизької Республіки та знаходиться в її власності;
- Національний банк є юридичною особою з самостійною організаційно-правовою формою – «Центральний банк Киргизької Республіки», який здійснює свою діяльність у відповідності з теперішнім Законом і не з метою отримання прибутку;
- Місцем знаходження Національного банку є місто Бішкек. Національний банк Киргизької Республіки має право створювати філії, представництва та призначати своїх представників у Киргизстані та за його межами;
- Національний банк має печатку із зображенням Державного герба Киргизстану та зі своїм найменуванням;
- Держава не несе відповідальності по зобов’язанням банку, так і банк не несе відповідальності по зобов’язанням держави;
- Національний банк як юридична особа несе відповідальність по своїм зобов’язанням всім належним йому майном;
- Національний банк має право звертатись до суду на захист власних, державних та суспільних інтересів.

Національний банк самостійно організовує та здійснює свою діяльність у межах компетенції встановленої законодавством .
Втручання державних органів у законну діяльність Національного банку Киргизької Республіки не допускається. Держава гарантує незалежність Національного банку у здійсненні його повноважень. Прийняття нормативних правових актів Киргизстану, які суперечать повноваженням Національного банку, забороняється.
Національному банку забороняється здійснювати діяльність, яка виходить за межі його компетенції, передбаченої Законом «Про Національний банк Киргизької Республіки, банки та банківську діяльність» .
Кандидатура для вибору на посаду голови Національного банку вноситься Президентом Киргизстану в Жогорку Кенеш, який обирає голову банку терміном на сім років. Заступник голови та члени правління Національного банку призначаються Президентом Киргизстану за пред’явленням голови Національного банку. Голова Національного банку звільняється з посади Жогорку Кенешем, заступники голови та члени правління – Президентом Киргизстану .
Національний банк та Уряд Киргизстану взаємодіють у межах своєї компетенції, своєчасно інформують одне одного з питань економічної та грошово-кредитної політики та проводять регулярні взаємні консультації. Національний банку враховує економічну політику, яку проводить Уряд, сприяє її реалізації, якщо це не суперечать основним цілям, завданням та повноваженням Національного банку. Уряд не несе відповідальності по зобов’язанням Національного банку, так як і Національний банку не несе відповідальності по зобов’язанням Уряду. Національному банку забороняється надавати кредити та гарантії Уряду, у тому числі для фінансування дефіциту республіканського бюджету, у будь-якій формі і на будь-які цілі, надавати державним органам, будь-яким фізичним та юридичним особам кредити або іншу фінансову або матеріальну допомогу, за винятком кредитів, які надаються банкам, міжнародним організаціям, створюваним Киргизстаном спільно з іншими державами у рамках Євразійського економічного союзу (ЄАЕС). Національний банку виступає в якості фінансового агента Уряду Киргизької Республіки, включаючи обслуговування зовнішнього боргу Киргизької Республіки, на узгоджених умовах, консультує Президента Киргизстану, Жогорку Кенеш, Уряд з питань своєї компетенції, а також здійснює банківські операції з обслуговування рахунків Уряду у відповідності до законодавства.
Національному банку належить виключне право випуску в обіг та вилучення з обігу грошових знаків національної валюти. Банкноти та монети в обігу є безумовними обов'язками Національного банку та забезпечуються всіма його активами. Національний банк встановлює офіційний курс сома по відношенню до грошових одиниць інших країн.

## Цілі діяльності, завдання та функції
У відповідності до статті 15 «Закону про Національний банк Киргизької Республіки, банки та банківську діяльність» метою діяльності Національного банку є досягнення та підтримка стабільності цін безпосередньо через проведення відповідної грошово-кредитної політики .
Цим же законом визначаються основні завдання банку, які сприяють досягненню цілі діяльності Національного банку: підтримка споживчої здатності національної валюти, забезпечення ефективності, безпеки та надійності банківської та платіжної систем Киргизстану для сприяння довгостроковому економічному зростанню республіки.
Банк виконує наступні функції:
- здійснює нагляд за банківською системою Киргизстану, у тому числі за діяльністю банків та інших юридичних осіб, піднаглядних Національному банку;
- визначає та проводить грошово-кредитну політику, сприяє забезпеченню фінансової стабільності Киргизстану;
- розробляє та проводить єдину кредитну політику;
- володіє виключним правом проведення емісії грошових знаків;
- реалізує різні форми та принципи банківського фінансування;
- здійснює нагляд за платіжною системою (оверсайт), сприяє ефективному, надійному та безпечному функціонуванню платіжної системи Киргизстану;
- здійснює видачу дозвільних документів у відповідності до законодавства;
- встановлює правила проведення банківських операцій;
- є кредитором останньої інстанції банків;
- володіє та керує всіма міжнародними резервами;
- складає спільно з державним органом статистики платіжний баланс та визначає міжнародну інвестиційну позицію Киргизстану;
- розроблює та видає нормативно-правові акти у відповідності з банківським законодавством;
- представляє інтереси та виступає від імені Киргизстану на міжнародних форумах, конференція та організаціях, які стосуються грошово-кредитної політики, банківської та платіжної систем;
- проводить банківські операції;
- володіє правом проведення емісії (випуску) електронних грошей;
- здійснює захист прав споживачів банківських послуг;
- здійснює інші повноваження у відповідності до законодавства.

## Логотип банку
25 листопада 2015 року рішенням правління Національного банку Киргизької Республіки було затверджено логотип банку. Логотип зареєстрований у Державній службі інтелектуальної власності та інновацій при Уряді Киргизької Республіки (Киргизпатент) в якості товарного знаку Національного банку.
Дизайн логотипу виконаний у формі ромба та напису великими літерами – «КЫРГЫЗ БАНКЫ». Кольорова гама логотипу складається із золотистого та сірого кольору, поєднання яких символізує стійкість, надійність та постійне зростання.
Розробник дизайну логотипу Національного банку – дизайн-студія «Новий формат» .

## Музей
Національний банк Киргизької Республіки керує Музеєм нумізматики Національного банку. Музей був відкритий у 1998 році як виставка. Вона була присвячена 5-річниці запровадження киргизького сома. Згодом виставка була перетворена у постійний музей завдяки інтересу збоку громадськості. Сьогодні у музеї можна побачити зміну національної валюти, а також перші ескізи сома.